# 200 km/h in the Wrong Lane
200 km/h in the Wrong Lane is het eerste Engelstalige studioalbum van t.A.T.u. Het album kreeg platina in Europa, goud in de Verenigde Staten en het Verenigd Koninkrijk en diamant in Japan. De wereldwijde verkoop oversteeg vijf miljoen exemplaren.

## Tracklist
1. "Not Gonna Get Us" (S. Galoyan, T. Horn, E. Kiper, I. Shapovalov, V. Polienko) – 4:22
2. "All the Things She Said" (S. Galoyan, T. Horn, M. Kierszenbaum, E. Kiper, V. Polienko) – 3:34
3. "Show Me Love" (S. Galoyan, M. Kierszenbaum, V. Polienko) – 4:17
4. "30 Minutes" (S. Galoyan, M. Kierszenbaum, I. Shapovalov, V. Polienko) – 3:18
5. "How Soon Is Now?" (J. Marr, Morissey) – 3:16
6. "Clowns (Can You See Me Now?)" (I. Shapovalov, E. Kuritsin, T. Horn, V. Polienko) – 3:13
7. "Malchik Gay" (S. Galoyan, M. Kierszenbaum, A. Karaseva, V. Stepandsov) – 3:10
8. "Stars" (A. Voitinskiy, M. Kierszenbaum, A. Vulih, I. Shapovalov, V. Polienko) – 4:09
9. "Ya Soshla S Uma" (S. Galoyan, E. Kiper, V. Polienko) – 3:34
10. "Nas Ne Dogonyat" (S. Galoyan, E. Kiper, I. Shapovalov, V. Polienko) – 4:22
11. "Show Me Love (Extended Version)" – 5:10

Bonustracks:
1. "30 Minutes (Remix)" (niet in de VS en Canada) – 5:52
2. "Malchik Gay (Remix Edit)" (alleen in Japan) – 3:52
3. "Malchik Gay (Remix)" (alleen in Europa [Deluxe Edition] en het Verenigd Koninkrijk) – 5:07
4. "Ne Ver', Ne Boysia (Eurovision 2003 Version)" (alleen in Japan, het Verenigd Koninkrijk, Europa en Brazilië [Deluxe Edition]) – 3:04
5. "All the Things She Said (DJ Monk's Breaks Mix Edit)" (alleen in Japan) – 3:48

Bonus-dvd
1. "Behind-the-Scenes with Julia and Lena"
2. "All the Things She Said" (muziekvideo)
3. "Not Gonna Get Us" (muziekvideo)
4. "How Soon Is Now?" (muziekvideo)